# 射出成形
射出成形（しゃしゅつせいけい）はプラスチックなどの合成樹脂の加工法である。インジェクション成形ともよばれる。熱可塑性樹脂の場合が典型的で、軟化する温度に加熱したプラスチック（プラ湯）を射出圧 (10 - 3000 kgf/cm2) を加えて金型に押込み、型に充填して成形する。

## 概要
金属の金型鋳造法と似ているが、鋳造は、金属の融点を超える比較的低粘度の液状にて低圧で充填される（流し込まれる）のに対して、射出成形は比較的低い温度 (180 - 450℃) で高圧で成形されるのを特徴とする。
金属鋳造でもダイカストは熱融した材料を金型へ圧入する概略は相同だが、樹脂射出成型の方が溶融温度は低いものの素材が高温にも弱いため温度管理がよりシビアといった相違があり、やはり個別の技術分野として扱われる。
射出成形に使用される金型で凸部は雄型でコア(Core)とも呼ばれ、凹部は雌型でキャビティー(Cavity)とも呼ばれる。射出成形機へ金型を取り付ける場合、必ずキャビティーが固定側となり、コアが可動側となる。

### 熱可塑性樹脂の射出成形
熱可塑性樹脂では樹脂を高温にして溶融させ、低温の金型に入れて固化させる。
一般的に、樹脂の融点あるいはガラス転移温度より50 - 150℃高い温度に加温される。これは、高分子特有の粘度を低下させるためである。しかし熱可塑性樹脂は、約200℃より分子鎖の酸化分解が始まると言われている。すなわち熱可塑性樹脂の射出成形では、樹脂を高温にできないため、温度と粘度のジレンマがつきまとう。
比較的早いサイクル（数秒 - 数十秒）で成形できる長所を持つ反面、樹脂粘度が高いので高速・高圧充填を必要とする欠点を持つ。

### 熱硬化性樹脂の射出成形
熱硬化性樹脂の場合、始めに50℃前後に加温し、流動性を持たせた後、高温の金型（約150℃前後）へ充填して硬化（固化）させる。
熱硬化性樹脂は融体状態では分子量が低く粘度が低いため、高い充填圧力を必要としない。このため、半導体の封止装置等に利用されている。一方で、硬化に時間がかかるためサイクル時間が長く（数分）なる欠点を持つ。

## 特殊な成形
多色成形
多色成形は、異なる色、材質などを色ごとに分けて、または1つの金型に複数の射出装置から同時に成形する方法。2色が一般的である。PCのキーボードや、歯ブラシの柄、カラーコンテナに使用される。
バンダイホビーセンターではガンプラ用として東芝機械と共同開発した4色多色射出成形機があり、プラモデル化もされた。
モールド成形
モールド成形は金型内に金属シートなどをいれ、そこに射出する。
金属
金属の分野でも金属粉末射出成型法 (Metal Injection Molding, MIM) という、金属粉末と樹脂の混合物を射出成形する技術がある。

## 工程

### 一般的な射出成形法
以下の一連の作業を成形の1サイクルと呼ぶ。
1. 型締工程
2. 射出工程
3. 計量工程・冷却工程（同時進行することが多い）
4. 型開工程
5. 取出

## ホットランナー
近年では材料の無駄を減らすため、ホットランナーと称する、射出ノズル内にヒーターを内蔵する事により温度を維持する機構が組み込まれる例が増えつつある。

## 射出成形機メーカー
- 住友重機械工業
- ハスキー株式会社
- 日精樹脂工業
- ファナック
- 日本製鋼所
- 芝浦機械
- ソディック
- 名機製作所（消滅、現在は日本製鋼所名機製作所として1工場となっている）
- 東洋イノベックス（旧・東洋機械金属から社名変更）
- ARBURG
- Milacron
- 海天国際集団
- 川口鉄工
- UBEマシナリー
- 新潟機械株式会社（ニイガタマシンテクノから分社）
- 神藤金属工業所
- ENGEL
- 樹研工業
- ウジン（宇進）PLAIMM
- 山城精機製作所